# Aeropuerto de Pangnirtung
El Aeropuerto de Pangnirtung (del inglés: Pangnirtung Airport) (IATA: YXP, OACI: CYXP) está ubicado en Pangnirtung, Nunavut, Canadá y es operado por el gobierno de Nunavut. El gobierno de Nunavut anunció que gastaría $34,6 millones para construir un nuevo aeropuerto.

## Aerolíneas y destinos
- Canadian North
  - Iqaluit / Aeropuerto de Iqaluit
  - Qikiqtarjuaq / Aeropuerto de Qikiqtarjuaq
- First Air
  - Iqaluit / Aeropuerto de Iqaluit
  - Qikiqtarjuaq / Aeropuerto de Qikiqtarjuaq